# Beeke (Hunte)
Die Beeke ist ein linker Zufluss der Hunte. Sie mündet etwas nördlich des Stadtgebietes von Diepholz in die Hunte.

## Beschreibung
Die Beeke ist ein Gewässer II. Ordnung. Sie entsteht im Südlohner Moor im Landkreis Vechta, wo sie von Entwässerungsgräben gespeist wird. Nach anfänglich östlichem Verlauf, verläuft sie überwiegend in südlicher Richtung und bildet ein Stück lang die Grenze zum Landkreis Diepholz. Am Zusammenfluss mit dem von Westen kommenden Laufgraben und dem von Süden kommenden Mittleren Hochmoorkanal fließt sie nach Osten weiter und mündet nach rund vier Kilometern im Landkreis Diepholz nördlich von Diepholz in die Hunte. Der Lauf der Beeke ist auf der gesamten Länge begradigt. Unterhalb des Zusammenflusses mit dem Laufgraben, der am westlichen Rand des Südlohner Moores verläuft, und dem Mittleren Hochmoorkanal, der Teile des Steinfelder bzw. des Diepholzer Moores entwässert, fließen der Beeke weitere Gräben zu, die die landwirtschaftlichen Nutzflächen in der Niederung entwässern. Außerdem münden Neuer und Alter Moorkanal, die Teile des Diepholzer Moores und angrenzende Flächen entwässern, von rechts und der Hochmoorgraben, der das Heeder Moor und angrenzende Flächen entwässert, von links in die Beeke.
Die Beeke durchfließt zunächst abgetorfte und teilweise wiedervernässte Bereiche des Südlohner Moores. Nach ihrem Austritt aus dem Südlohner Moor ist sie größtenteils von landwirtschaftlichen Nutzflächen umgeben. In diesem Bereich wird sie zunächst teilweise von Gehölzen begleitet. Im weiteren Verlauf fehlen bachbegleitende Gehölze nahezu vollständig. Der Gewässerrandstreifen zwischen der Böschungsoberkante und den angrenzenden landwirtschaftlichen Nutzflächen ist streckenweise nur sehr schmal.
Nordwestlich von Diepholz befindet sich eine Tiermehlfabrik, deren Abwässer nach der Behandlung in der werkseigenen Kläranlage in die Beeke gepumpt werden. Die Wasserqualität der Beeke ist durch Einträge aus der Landwirtschaft und das Abwasser der Tiermehlfabrik belastet. Insbesondere vor der Eröffnung der Tiermehlfabrik häufig vorkommende Wasserpflanzen wie Wasserstern, Kleine Wasserlinse, Efeu-Wasserhahnenfuß, Wasserknöterich, Schwimmendes Laichkraut und Einfacher Igelkolben kommen nur noch vereinzelt, teilweise auch gar nicht mehr vor.
Für die Unterhaltung des Gewässers ist der Unterhaltungsverband Hunte zuständig. Die Beeke wurde im 17. Jahrhundert zum Antrieb einer Kornmühle, der Dustmühle, genutzt.